# Парламентские выборы в Экваториальной Гвинее (1999)
Парламентские выборы в Экваториальной Гвинее состоялись 7 марта 1999 года. На них в очередной раз победу одержала Демократическая партия. Второе место заняла Народный союз Экваториальной Экваториальной Гвинеи. В выборах также участвовала партия Конвергенция за социальную демократию, и прочие партии. В итоге были избраны 60 депутатов, среди которых:
- 75 депутатов — члены Демократической партии
- 4 депутата — члены Народного союза Экваториальной Гвинеи
- 1 депутат — член Конвергеции за социальную демократию

Явка граждан составила 94,9 % избирателей (184 218 человек), из которых 85,5 % (156 949 человек) проголосовали за Демократическую партию Экваториальной Гвинеи, 6,41 % (11 771 человек) за Народный союз Экваториальной Гвинеи и 5,3 % (9735 человек) за Конвергеция за социальную демократию.